# Колезеко (Терни)
Колезеко је насеље у Италији у округу Терни, региону Умбрија.
Према процени из 2011. у насељу је живело 45 становника. Насеље се налази на надморској висини од 319 м.